# Stein-Goldhaarmoos
Orthotrichum anomalum ist ein basiphiles Gesteinsmoos der Klasse der Laubmoose und besiedelt Felsen, Mauern, Beton und seltener auch Baumbasen. Es ist in ganz Europa häufig.

## Erkennungsmerkmale
Die bis zu 2,5 cm hohen Pflanzen wachsen in dunkelgrünen, meist handflächengroßen Polstern. Die trocken angelegten, feucht abstehenden Blätter sind oval-lanzettlich geformt, zugespitzt, bis 2,7 mm lang und am Rand bis zur Spitze umgerollt. Die Blattrippe endet kurz vor der Spitze. Die rechteckigen, basalen Laminazellen sind hyalin und dünnwandig. Die obere Laminazellen sind dagegen rundlich, 6 bis 12 µm im Durchmesser und weisen meist 2 kleine Papillen auf. Die zylindrische Kapsel ist deutlich über die Blätter empor gehoben. Sie hat 8 oder 16 Streifen. Die Kalyptra ist kegel- bis glockenförmig und mit einigen Haaren versehen. Die 8 Peristomzähne trennen sich beim Altern zu 16 Einzelzähnen.

## Bilder

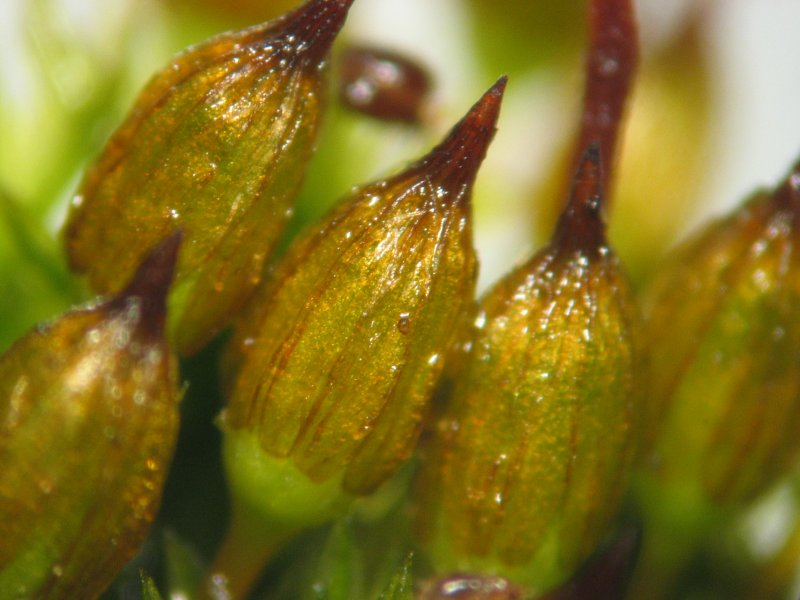
Kalyptra, Kapsel, Seta, bei 30-facher Vergrößerung
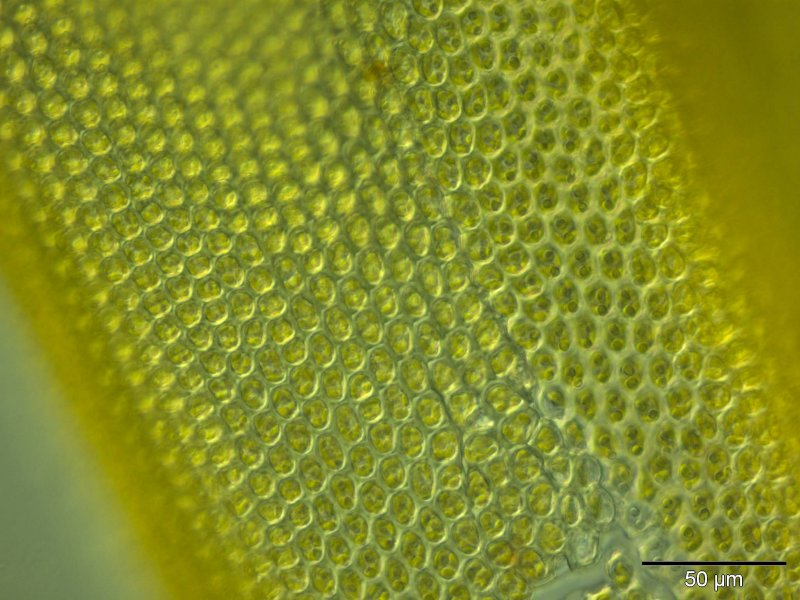
Laminazellen bei 400-facher Vergrößerung